# Lilla Sipos
Lilla Sipos (Mosonmagyaróvár, 14 de julio de 1992) es una futbolista húngara que juega como centrocampista en el Verona italiano. 

## Trayectoria
Comenzó en 2007 en el Győri ETO. Posteriormente pasó por el Ferencváros (2009) y el Viktória (2010), y entre tanto debutó en septiembre de 2009 con la selección húngara, con la que ha marcado 7 goles en 34 partidos a fecha de 2014. 
Tras tres temporadas en el Viktoria, en 2013 dejó Hungría y fichó por el Südburgenland austríaco. Al año siguiente dio el salto a la Serie A italiana, en el Verona.